# Baghdad
Baghdad е 7-инчов EP, издаден от американската пънк рок група Офспринг на 15 май 1991 година.

## Песни
1. Get It Right 3:07
2. Hey Joe (Били Робъртс Кавър) 2:38
3. Baghdad 3:17
4. The Blurb 1:59

## Офспринг членове
- Декстър Холанд – Вокалист И Китара
- Нуудълс – Китара
- Грег Кризъл – Бас Китара
- Рон Уелти – Барабани